# Karl Weyprecht
Karl Weyprecht (8. september 1838 – 3. marts 1881) var kaptajnløjtnant (linienschiffsleutnant) i den østrig-ungarske marine. Han er mest kendt som udforsker af de arktiske områder og som talsmand for internationalt samarbejde om polarforskning. Han var en af initiativtagerne til det første internationale polarår, men døde før det blev realiseret i 1882-1883.
Weyprecht gik ind i marinen i 1856, og han var blandt andet med i den østrigsk-sardinske krig (også kaldet den anden italienske uafhængighedskrig) og i slaget ved Lissa.
I 1868 skulle han lede den første tyske polarekspedition, men sygdom forhindrede dette. I 1871 gennemførte han en ekspedition til Novaja Zemlja sammen med Julius von Payer. I 1872-74 var disse to ledere for den østrig-ungarske nordpolekspedition med skibet Admiral Tegetthoff. Dette regnes officielt som opdagelsen af Frans Josefs land.
Admiral Tegetthoff blev låst inde i pakisen og måtte forlades. Ekspeditionen fortsatte nordover med slæder og videre med båd til Novaja Zemlja, hvor de omsider fik kontakt med et russisk skib, som tog dem til Vardø.
18. september 1875 holdt Weyprecht et foredrag på en videnskabskongres i Graz i Østrig. Her foreslog han at etablere faste observationsstationer i Arktis. Forslaget blev gentaget på den anden internationale meteorologkongres i Rom i 1879.
Weyprecht døde af tuberkulose i 1881. Han var tysker af fødsel, men fik statsborgerskab i Østrig-Ungarn i 1872.